# Tiossulfato de sódio (uso médico)
O tiossulfato de sódio, também descrito solução de tiossulfato de sódio, é usado como um medicamento para tratar a intoxicação por cianeto, pitiríase versicolor, e para diminuir os efeitos colaterais da cisplatina. Para envenenamento por cianeto é muitas vezes usado após a medicação com nitrito de sódio e, normalmente, recomendado apenas para casos graves. É aplicado por injeção em uma veia ou à pele.
Efeitos colaterais podem incluir vômitos, dor nas articulações, alterações de humor, psicose, e zumbidos nos ouvidos. A segurança, no entanto, não tem sido bem estudada. Não está claro se o uso na gravidez é seguro para o bebê. O uso, ao mesmo tempo, na mesma linha intravenosa que a hidroxocobalamina não é recomendada. No envenenamento por cianeto o nitrito de sódio cria a meta-hemoglobinemia que remove o cianeto das mitocôndrias. O tiossulfato de sódio, em seguida, liga-se ao cianeto para criar o tiocianato que é atóxico.
O tiossulfato de sódio começou a ser usado como medicamento para o envenenamento por cianeto na década de 1930. Está na Lista de Medicamentos Essenciais da Organização Mundial de Saúde, os medicamentos necessários mais eficazes e seguros em um sistema de saúde. O custo nos Estados Unidos por uma dose em 2013 é de cerca de 20 USD, enquanto em conjunto com o nitrito de sódio custa 110 DÓLARES.

## Usos médicos
O principal uso do tiossulfato de sódio é no envenenamento por cianeto e pitiríase versicolor.

### Envenenamento por cianeto
Na intoxicação por cianeto existem preocupações de que o tiossulfato de sódio possa não ser suficientemente rápido no início da ação para ser muito útil, sem a utilização de outros agentes.
Naqueles que têm tanto intoxicação por cianeto e envenenamento por monóxido de carbono, o tiossulfato de sódio por si só é recomendado.